# ゲームソフトをつくろう
『ゲームソフトをつくろう』は、1999年にイマジニアから発売されたゲームソフト、及びコミックボンボンで連載された同名漫画作品である。
ゲーム会社の社長として、製作するゲームのジャンルや開発期間を決め、パラメーターの異なるクリエーターを配属し、ゲームを製作していくというものである。また、ゲームクリエイター養成モードもあり、無事卒業できたキャラは本編でも使用できる。

## 漫画
ゲームを原作とした漫画作品。コミックボンボン（講談社）の1998年9月号から1999年5月号まで連載された。作者はこーた。
内容は、ゲームクリエイターを養成する学校を舞台に、様々なところへ旅をしている天才クリエイターの息子「青空大器」を中心に、誰も考え付かない発想の面白いゲームを製作していくというものである。登場するキャラクターは、原作のゲームのほうでも一定の条件を満たせば登場させることも出来る。

### 主な登場人物
- 青空大器
- ダイゴロー
- 出雲美月
- 渡辺信市
- 三宅ネコ
- 飯野金平
- 風見あゆ
- 風見俊平
- 桜井先生（ミスターチェリー）